# Centro de Mountain Bike

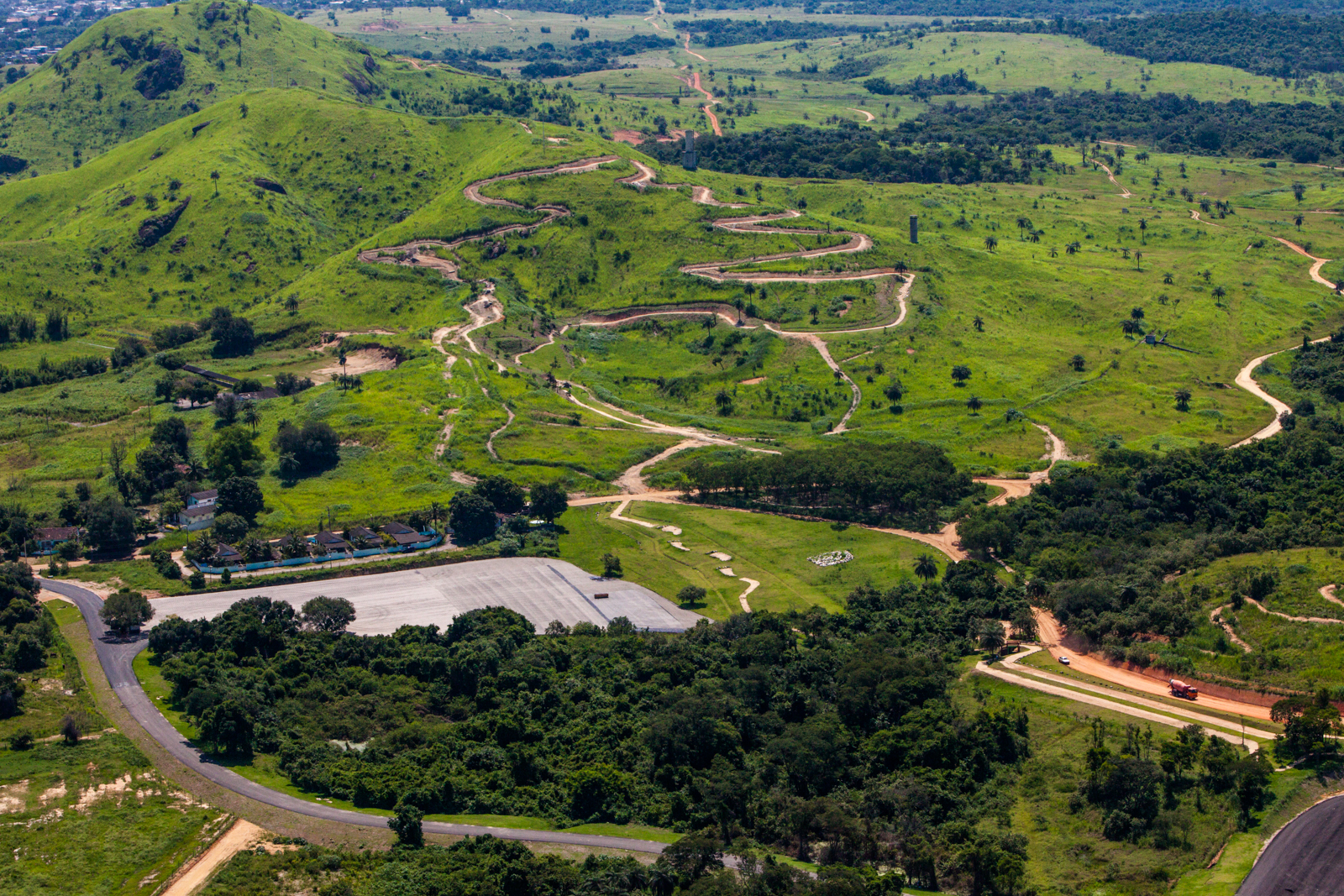
Het Centro de Mountain Bike

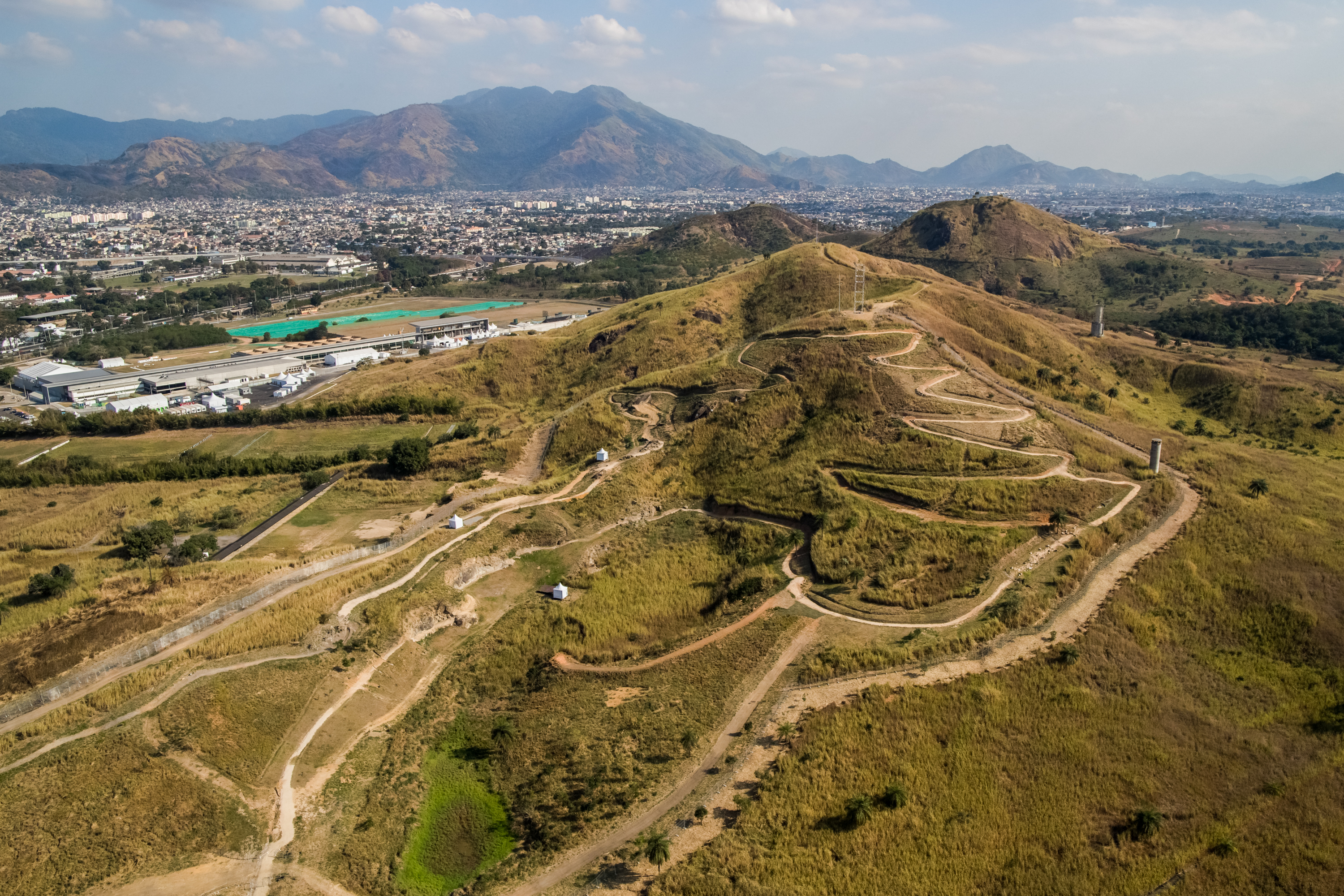
Het parkoers van het Centro de Mountain Bike

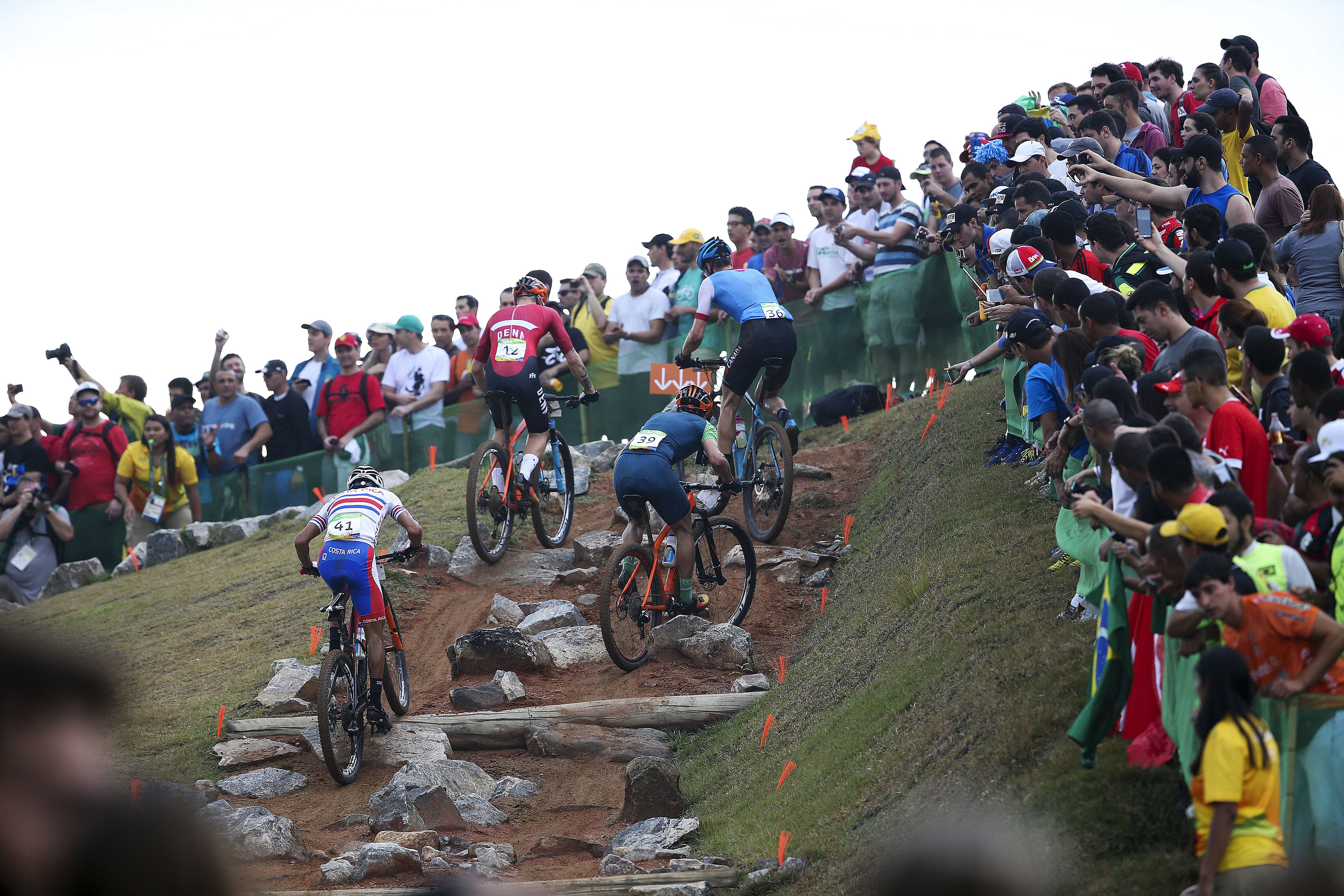
Beeld tijdens de wedstrijd heren op de Spelen

Het Centro de Mountain Bike is een 6 km lang parkoers voor mountain bike in Rio de Janeiro waaraan sinds 2014 werd gewerkt. In 2016 wordt het voor de Olympische Zomerspelen 2016 gebruikt.
Het parkoers ligt in het park Parque Radical van het Olympische park Deodoro, in het noordwesten van de stad, in de wijk Deodoro. Op het parkoers gaat het onderdeel mountain bike van Wielrennen op de Olympische Zomerspelen door. Er is zitplaats voor circa 2.500 toeschouwers en 25.000 staanplaatsen.